# Amegilla incana
Amegilla incana är en biart som först beskrevs av Johann Christoph Friedrich Klug 1845.  Amegilla incana ingår i släktet Amegilla och familjen långtungebin. Inga underarter finns listade i Catalogue of Life.